# Batiar
Batiar (às vezes também escrito como baciar), um nome popular para uma certa classe de habitantes da cidade de Lviv. É considerado parte da subcultura da cidade, o estilo de vida "knajpa" de Lviv, caracterizado por um estilo de vida assente na liberdade e no não conformismo, tendo sido celebrada em diversos filmes, músicas e folclore. Tornou-se um fenómeno no início do século XX, embora as suas raízes remontem a meados do século XIX. O seu uso diminuiu após a ocupação soviética da Polónia Oriental e da sua anexação à União Soviética como parte da RSS da Ucrânia em 1939 e, novamente, em 1945. As autoridades soviéticas expulsaram a maioria dos habitantes polacos e suprimiram a cultura polaca local. No entanto, o uso do termo continuou, e é um termo popular de carinho em Lviv. Desde 2008, Lviv celebra o "Dia Internacional do Batiar", iniciado pela empresa "Dik-Art" em cooperação com a Câmara Municipal de Lviv.

## Influência cultural
O Dia do Batiar, em Lviv, substituiu o feriado soviético de 1 de maio (Dia do Trabalhador).
Na época da ascensão da cultura de batiar, o poeta polaco-judaico de Lviv Emanuel Szlechter escreveu a letra de uma canção que se tornou bem conhecida na Polónia, Tylko we Lwowie ("Apenas em Lviv"; do filme de comédia Os Vagabundos) que se tornou no hino dos batiars, e a música que o acompanha foi escrita por outro judeu, o polaco Henryk Wars. O repertório ucraniano dessa música é interpretado por Yurko Hnatovsky (em estilo retro-psicadélico) e Zosya Fedina.